# Little Piece of Heaven
Little Piece of Heaven é um álbum de estúdio da boy band porto-riquenha MDO, lançado no ano 2001, pela gravadora Sony Discos. A formação incluía Abel Talamántez, Alexis Grullón, Didier Hernández, Pablo Portillo e Caleb Avilés. O trabalho conta com faixas em inglês, algumas delas adaptadas do álbum anterior Subir al cielo. O grupo procurou garantir que as músicas se alinhassem ao seu estilo, misturando ritmos latinos com baladas românticas e influências pop. O álbum aborda temas como amor, perda e diversão, e foi promovido com uma turnê na Ásia.
A recepção crítica foi favorável, com elogios à harmonia vocal e à mistura de estilos, mas também críticas quanto à previsibilidade de algumas melodias e letras. 

## Produção e gravação
O álbum levou dois anos para ser concluído, pois os integrantes queriam garantir que a escolha das músicas fosse adequada. Além disso, precisava se encaixar no estilo deles. "Este projeto demorou um pouco mais para ser finalizado porque também estávamos trabalhando em nosso álbum em espanhol ao mesmo tempo. Chegamos a um ponto em nossa carreira em que queremos deixar uma marca. Achamos que era o momento de mostrar às pessoas quem somos. Somos mestiços, somos latinos e queríamos que isso se refletisse em nossa música", explicou Talamantez.
A lista de faixas reúne onze canções, seis delas traduções para o inglês de canções de seu álbum anterior, Subir al cielo, o quarto álbum de estúdio do grupo lançado em 2000. Ao todo, são oito faixas em inglês, nas quais os artistas cantam principalmente sobre estar apaixonado, perder o amor, desejo e se divertir na pista de dança.

## Lançamento e divulgação
O grupo realizou uma turnê promocional na Ásia para divulgar o álbum, visitando países como Singapura, Filipinas, Indonésia, Malásia, Tailândia e Taiwan. Abel, integrante do grupo, destacou que a experiência era um sonho realizado, enquanto Caleb, o primeiro porto-riquenho na nova formação, reconheceu o desafio de conquistar o público asiático, especialmente com o recente destaque de Porto Rico no cenário mundial após a vitória no Miss Universo.
Antes da viagem, o grupo gravou o videoclipe da música "Just a Little Piece of Heaven" em locais icônicos de Miami, como a praia de Mast Academy Beach e a avenida Brickell. O clipe foi lançado mundialmente na TV Works, em Singapura. Com a boa repercussão nas Filipinas, o grupo chegou a gravar duas canções no idioma para serem lançadas em seu fonograma seguinte, uma delas intitulada "Sana Maulit Muli" ("Espero que se repita" ou "Que se repita novamente", em português).
O álbum foi lançado posteriormente em mercados não-asiáticos, o integrante Diedier afirmou em entrevista: "Estivemos fazendo a pré-promoção do nosso disco em inglês. Foi um sonho para nós estar na Ásia, e estamos prestes a compartilhar nosso disco em inglês com o público internacional". Em 2002, o single da faixa "My Love Was There All The Time" foi lançado nos Estados Unidos.

## Recepção crítica
| Críticas profissionais | Críticas profissionais |
| Avaliações da crítica  | Avaliações da crítica  |
| Fonte                  | Avaliação              |
| ---------------------- | ---------------------- |
| Malay Mail             | Favorável              |
| New Straits Times      | Performance: · Som:    |
| Sunday Mail            | Favorável              |

Em relação as resenhas dos críticos especializados em música, a maioria foi favorável.
Yushaimi 'Bazzboy' Yahaya do jornal Malay Mail, destacou faixas como "Just A Little Piece of Heaven", comparando-a à música de Marc Anthony, "I Need To Know", mas com mais energia, e "Es La Cosa", uma excelente faixa de dança latina. Ele elogiou as harmonias vocais e também mencionou que o álbum mistura bem diversos estilos, incluindo flamenco, salsa e pop funk. Segundo o crítico, músicas como "So Hard To Forget" e "Tonight, Te Amare" são agradáveis, além de sugerir que, mesmo para aqueles que não são fãs de música latina, o álbum ainda oferece uma boa experiência.
R.S. Murthi, crítico do jornal New Straits Times, afirmou que os ritmos latinos presentes nas músicas conseguem manter o interesse do ouvinte, mas criticou as melodias e letras, descrevendo-as como marcadas por uma banalidade testada pelo mercado, algo que, segundo ele, se tornou uma marca registrada das bandas de pop adolescente mais bem-sucedidas do mundo. Ele avaliou com duas estrelas entre cinco a performance do grupo e duas estrelas entre cinco o som do trabalho.
Gerald Martinez, do Sunday Mail, descreveu o trabalho como uma mistura de ritmos latinos vibrantes, baladas românticas e influências de hip-hop. Ele destacou as harmonias vacais refinadas do grupo e recomendou o álbum para fãs de boy bands com um toque sul-americano.

## Lista de faixas
- Créditos adaptados do encarte do álbum Little Piece Of Heaven, de 2001.[11]

| N.º | Título                           | Duração |  |
| 1.  | "Just A Little Piece Of Heaven"  | 4:12    |  |
| 2.  | "Es La Cosa"                     | 3:59    |  |
| 3.  | "Baila"                          | 3:10    |  |
| 4.  | "So Hard To Forget"              | 4:23    |  |
| 5.  | "Lock All The Doors"             | 3:55    |  |
| 6.  | "Someone Help Me"                | 3:54    |  |
| 7.  | "Tonight, Te Amare"              | 3:32    |  |
| 8.  | "Something About You"            | 3:37    |  |
| 9.  | "My Love Was There All The Time" | 3:31    |  |
| 10. | "An Angel Cries"                 | 4:11    |  |
| 11. | "Magic Carpet Ride"              | 3:29    |  |